# Uttar Durgapur
Uttar Durgapur is een census town in het district Dakshin 24 Parganas van de Indiase staat West-Bengalen.

## Demografie
Volgens de Indiase volkstelling van 2001 wonen er 5.062 mensen in Uttar Durgapur, waarvan 52% mannelijk en 48% vrouwelijk is. De plaats heeft een alfabetiseringsgraad van 67%.